# Moulay Haddou
Moulay Haddou (Orano, 14 giugno 1975) è un ex calciatore algerino, di ruolo difensore.